# Red Arrows
Les Red Arrows (flèches rouges en français) sont la patrouille acrobatique de la Royal Air Force. Ils sont basés depuis fin 2022 à RAF Waddington dans le Lincolnshire.
Traditionnellement, ils ferment la cérémonie de Trooping the Colour en volant au-dessus du Mall et du palais de Buckingham.

## Histoire

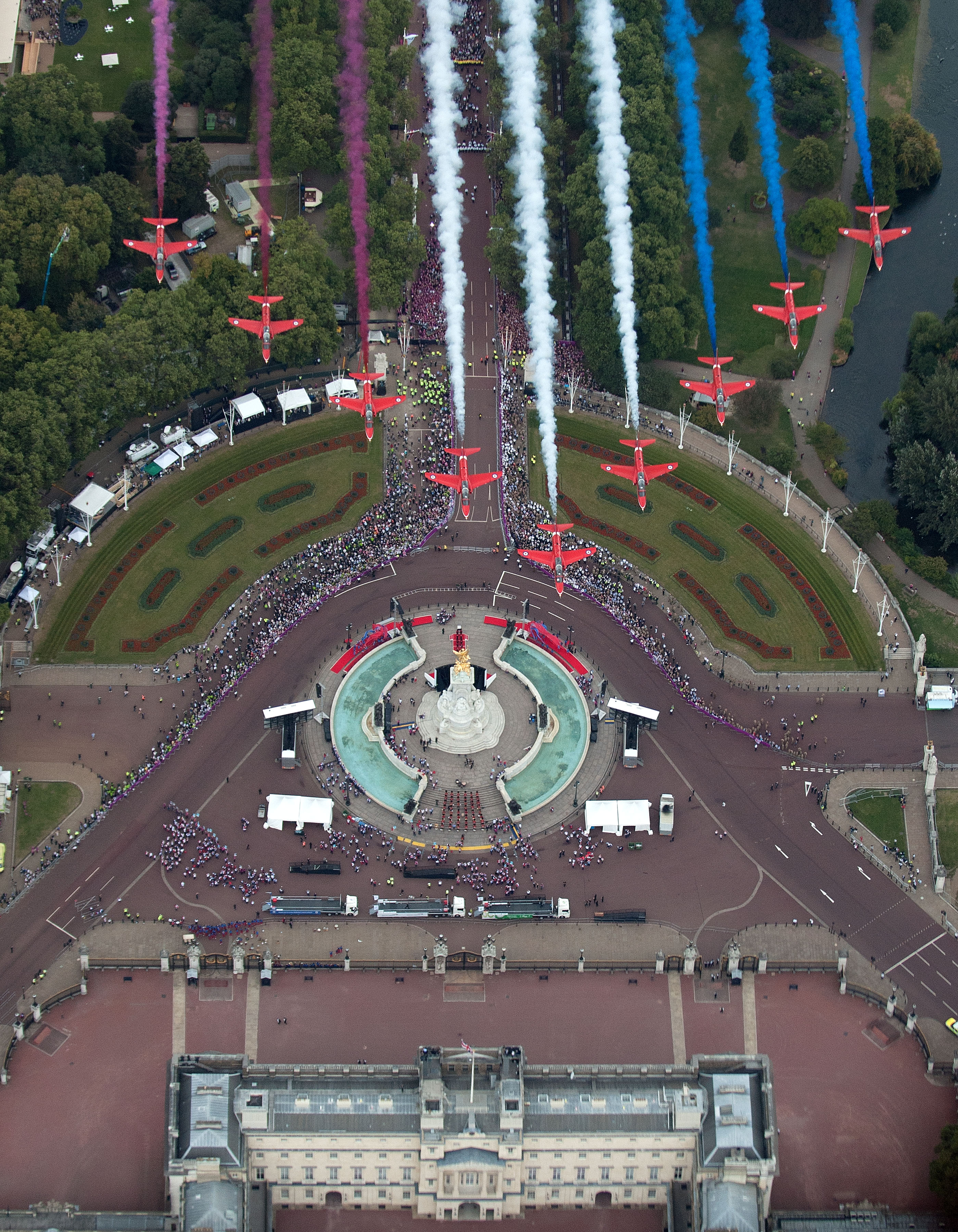
Les Red Arrows volant en formation au-dessus du palais de Buckingham en 2012.

En 1964, la Royal Air Force fusionne ses équipes de démonstration en une seule: les Red Arrows. Le nom provient des Black Arrows; le schéma de couleur est un hommage aux Red Pelicans et l'avion choisi, le Folland Gnat, était utilisé par les Yellowjacks.
Lors de sa première saison, en 1965, la patrouille évolue à sept avions et est basée à RAF Fairford. La première démonstration officielle a lieu le 6 mai lors d'un événement médiatique à RAF Little Rissington. La première présentation publique se tient le 15 mai lors du Biggin Hill Air Fair. 
L'équipe passe à neuf avions en 1968 et la formation "Diamond Nine" (diamant à neuf avions) devient sa marque de fabrique.
En 1980, le Folland Gnat est remplacé par le BAe Hawk, dans une version modifiée de l'avion d'entrainement de la Royal Air Force. Le Gnat a effectué 1292 démonstrations. C'est également cette année que la patrouille trouve sa devise: "Eclat".
La formation déménage à RAF Scampton en 1983 en provenance de RAF Kemble, sa base depuis 1966. Les Red Arrows sont temporairement relocalisés au RAF College de Cranwell entre 1995 et 2000.
La 4500 ème démonstration a lieu pendant le RAF Waddington International Air Show en juillet 2013. Il s'agit de la 49 ème saison de la patrouille.
En 2016, l'équipe part pour sa plus grande tournée depuis une décennie. Un déploiement de neuf semaines en Asie-Pacifique et au Moyen-Orient. Dix-sept pays sont visités, incluant la Chine pour la première fois de l'histoire de l'escadron.
Lors de la saison 2018, les Red Arrows marquent le centenaire de la RAF en clôturant un défilé aérien de plus de cent appareils au dessus de Londres.
En 2019, la patrouille réalise sa plus grande tournée en Amérique du Nord, d'une durée de onze semaines.
La formation s'installe à RAF Waddington fin 2022, quittant ainsi son emblématique base de RAF Scampton après quarante ans de présence.

## Composition
Les Red Arrows sont équipés d'avions d'entraînements anglais : initialement le Folland Gnat et, depuis 1980, le BAe Hawk T.1.
L'équipe est composée de dix pilotes, dont neuf en vol et un coordinateur au sol. Leur indicatif est Red one à Red ten (Red 1 à Red 10). Tous ont un minimum de 1 500 heures de vol sur un avion à réaction de la Royal Air Force. L'équipe logistique au sol (surnom : The Blues) est constituée de 85 personnes.
Il n'y a pas de pilote de remplacement, la patrouille évoluant alors à huit en cas d'absence d’un pilote. Leur présentation en vol dure 22 minutes en moyenne et peut être adaptée en fonction de la couverture nuageuse.

## Formations

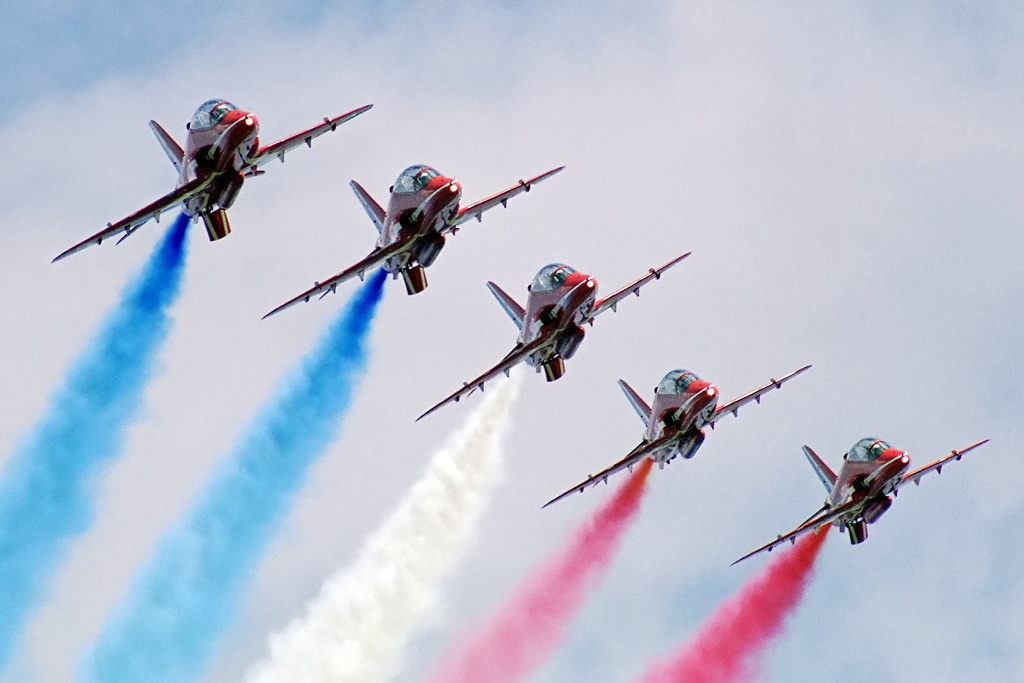
Les Red Arrows en 2004.

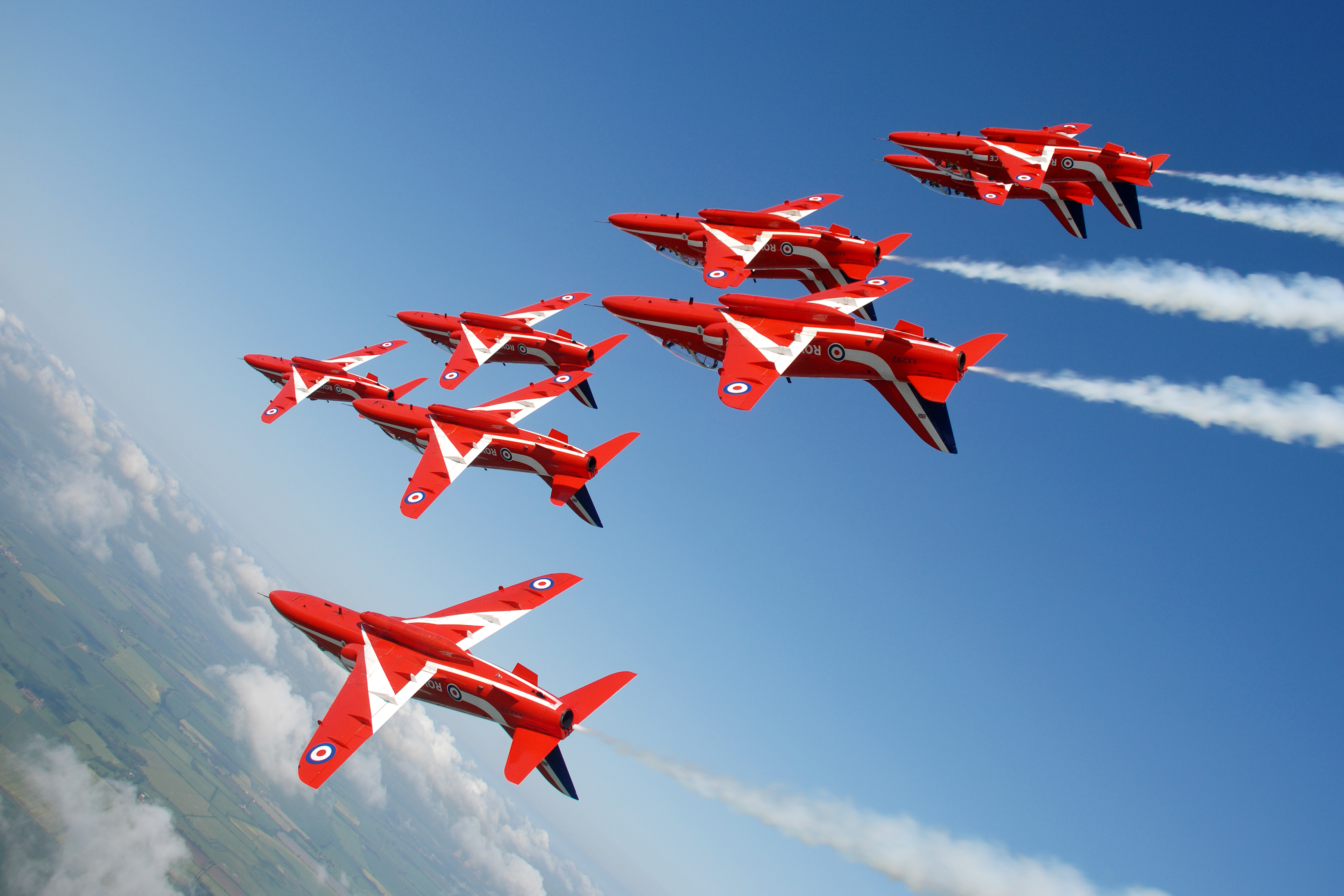
Les Red Arrows en 2008.

Les évolutions des Red Arrows se font en formation, avec 2 à 3 mètres de distance entre chaque appareil. Chacune des formations en vol a un nom spécifique :
- Diamond 9 Arrival avec 9 avions qui représentent un diamant parfait, configuration 1-2-3-2-1 ;
- Diamond to Swan Bend avec 9 avions ;
- Swan to Appollo Roll avec 9 avions en configuration 1-2-1-2-3 ;
- Lancaster Pull Up avec 9 avions en configuration 1-4-1-1-2 ;
- Lancaster 1/4 Clover to 5-4 Split avec 9 avions ;
- Tango Bend to Big Battle avec 5 avions ;
- Big Battle to Short Diamond Loop avec 9 avions ;
- Short Diamond to Eagle Bend avec 9 avions ;
- Eagle to Chevron Roll avec 9 avions ;
- Champagne Split avec 9 avions ;
- Cyclone ;
- Goose to Sleep Climp avec 6 avions ;
- Heart avec 3 avions dont 2 forment un cœur et le 3e forme la flèche qui le traverse ;
- Gypo Pass avec 4 avions ;
- Vertical Break avec 5 avions ;
- Corkscreen avec 4 avions ;
- Caterpillar, looping avec 5 avions de front ;
- Mirror Roll, tonneau avec 4 avions de front ;
- Rollback avec 5 avions ;
- Gypo Break avec 4 avions ;
- Double Rolls avec 2 avions ;
- Vixen Loop, looping avec 7 avions ;
- Opposition Barrel Rolls avec 2 avions ;
- Vixen Break avec 7 avions.

## Accident et incident

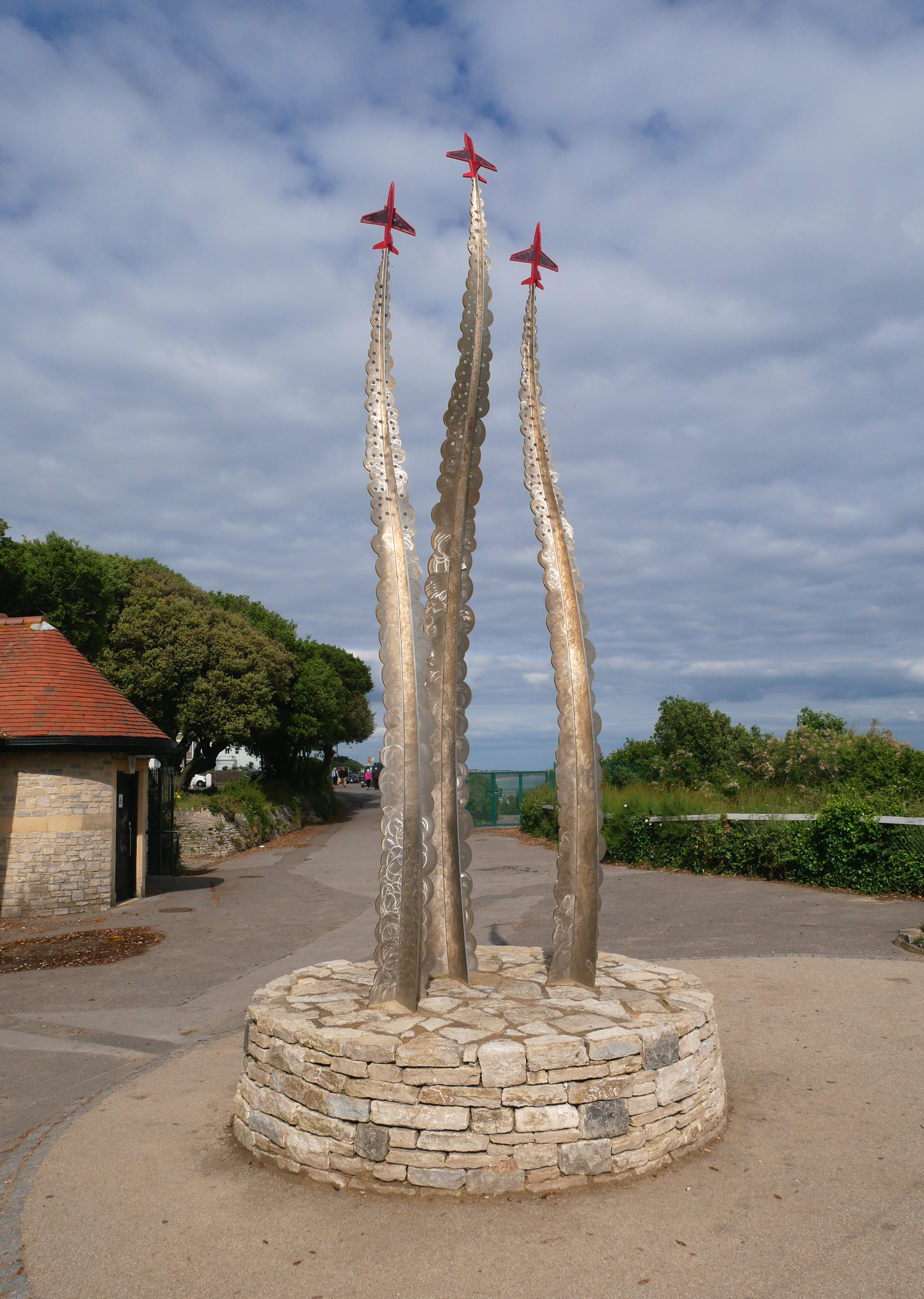
Monument à la mémoire du lieutenant Jon Egging à Bournemouth.

Le 20 août 2011, un des avions s'est écrasé près de l'aéroport lors du Bournemouth Air Festival (en). Le lieutenant Jon Egging, pilote du Red 4, a été tué dans l'accident.
Le 29 août 2022, lors d'un show aérien des Red Arrows, un oiseau percute et brise la verrière de Red 6. Le pilote, Gregor Ogston, réussit néanmoins à regagner l'aéroport de Hawarden et à ramener son avion indemne.